# Claus Sieh
Claus Sieh (* 17. April 1893 in Lütjenwestedt; † 5. Februar 1972) war ein deutscher Politiker (DP, später CDU). Er war von 1951 bis 1962 Minister für Ernährung, Landwirtschaft und Forsten des Landes Schleswig-Holstein.

## Leben und Beruf
Nach dem Abitur auf einer Oberrealschule absolvierte Sieh eine landwirtschaftliche Ausbildung und führte ab 1920 den elterlichen Hof als selbständiger Bauer. Sieh war ab 1928 Vorsitzender des Bauernverbandes im Kreis Rendsburg und bis 1939 auch Vorsitzender des Vorstandes der Landesgenossenschaftsbank. Von 1939 bis 1945 war Sieh Kreisbauernführer.
Claus Sieh war verheiratet.

## Partei
Sieh trat am 1. Mai 1932 in die NSDAP ein. Danker und Lehmann-Himmel charakterisieren seine Grundorientierung zu jener Zeit als „exponiert / nationalsozialistisch“. Nach dem Krieg war Sieh zunächst Mitglied der DP, trat aber 1953 in die CDU ein.

## Abgeordneter
Von 1950 bis 1962 war Sieh Mitglied des Landtages von Schleswig-Holstein. Hier gehörte er bis zum 14. April 1952 der DP-Fraktion an und trat nach neun Monaten als fraktionsloser Abgeordneter am 30. Januar 1953 der CDU-Fraktion bei.
Sieh ist stets als direkt gewählter Abgeordneter des Wahlkreises Rendsburg-West in den Landtag eingezogen.

## Öffentliche Ämter
Von 1924 bis 1945 war Sieh Bürgermeister seines Heimatortes Lütjenwestedt.
Am 28. Juli 1951 wurde Sieh als Minister für Ernährung, Landwirtschaft und Forsten in die von Ministerpräsident Friedrich-Wilhelm Lübke geleitete Landesregierung von Schleswig-Holstein berufen. In diesem Amt gehörte er auch den ab 1954 von Kai-Uwe von Hassel geführten Regierungen (Kabinett von Hassel I, II) an, bis er am 29. Oktober 1962 aus dem Amt schied.